# 1763 en architecture
| Années de l'architecture : 1760 - 1761 - 1762 - 1763 - 1764 - 1765 - 1766    |
| Décennies de l'architecture : 1730 - 1740 - 1750 - 1760 - 1770 - 1780 - 1790 |

Cet article présente les faits marquants de l'année 1763 en architecture.

## Réalisations
- Construction à Paris de la nouvelle halle aux blés sur l'emplacement de l'ancien hôtel de Soissons par Nicolas Le Camus de Mézières.
- Construction à Vienne (Autriche) de la Gardekirche, de style joséphin.

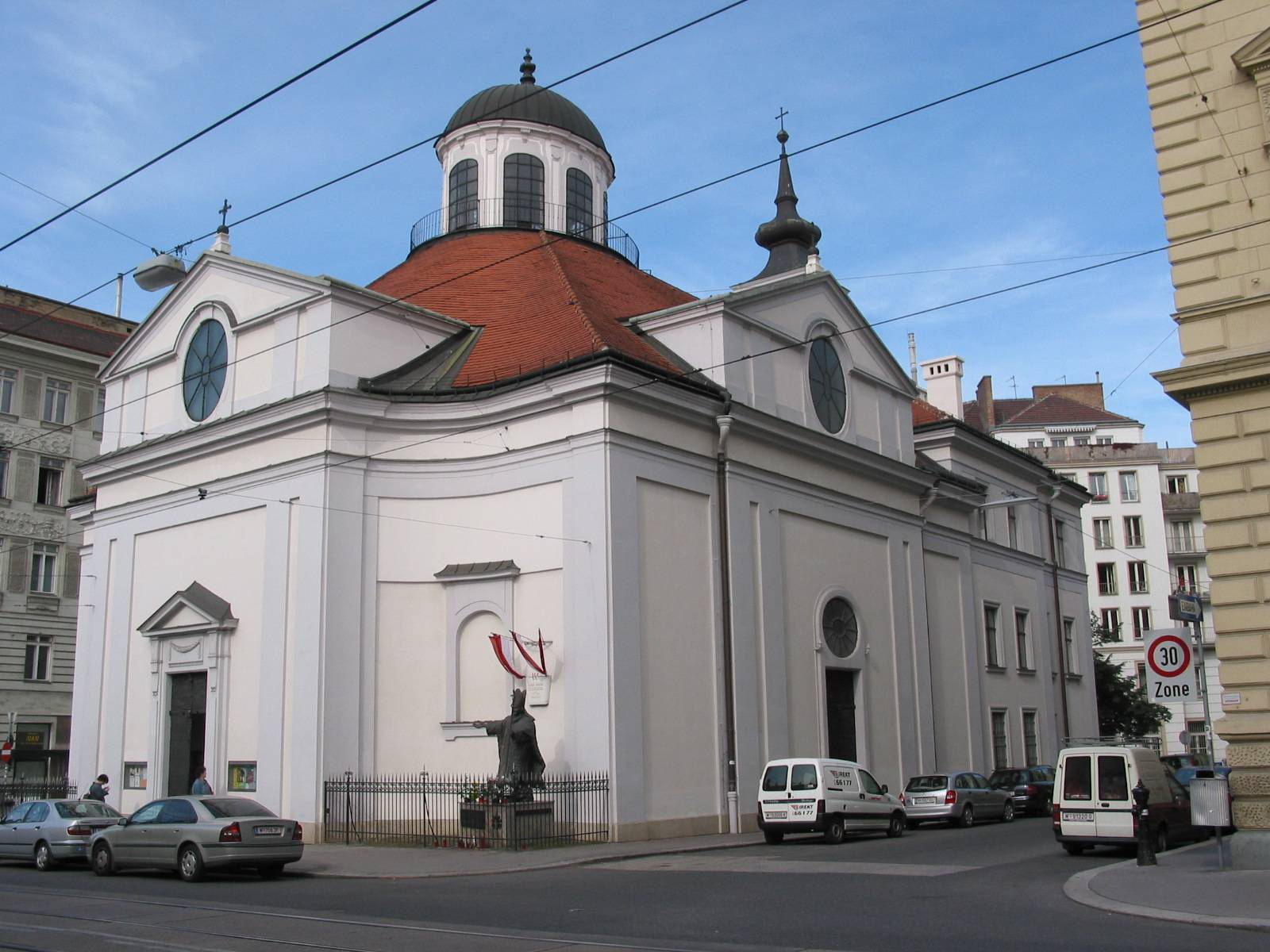
Extérieur de la Gardekirche en 2005.

## Événements
- Pierre-Louis Moreau-Desproux succède à son oncle Laurent Destouches comme maître général des bâtiments de la Ville de Paris.

## Récompenses
- Prix de Rome (sujet : un arc de triomphe dans un carrefour) : Charles François Darnaudin.

## Naissances
- x

## Décès
- x